# Stipax
Stipax is een monotypisch geslacht van spinnen uit de  familie van de Sparassidae (jachtkrabspinnen).

## Soort
- Stipax triangulifer Simon, 1898